# 莫里斯·斯坦斯
莫里斯·休伯特·斯坦斯（英語：Maurice Hubert Stans，1908年3月22日—1998年4月14日），
是美国政治家，曾担任美国商务部部长、美国行政管理和预算局局长，后因为水门事件而受到追责。